# Umbilicodiscodina
Umbilicodiscodina es un género de foraminífero bentónico considerado como nomen nudum e invalidado, aunque también considerado un sinónimo posterior de Discocyclina de la familia Discocyclinidae, de la superfamilia Nummulitoidea, del suborden Rotaliina y del orden Rotaliida. Su especie tipo era Orbitolites discus. Su rango cronoestratigráfico abarca desde el Luteciense hasta el Bartoniense (Eoceno medio).

## Discusión
Umbilicodiscodina fue propuesto como un subgénero de Discocyclina, es decir, Discocyclina (Umbilicodiscodina).

## Clasificación
Umbilicodiscodina incluía a las siguientes especies:
- Umbilicodiscodina discus †
- Umbilicodiscodina pratti †